# Niccolò Betti

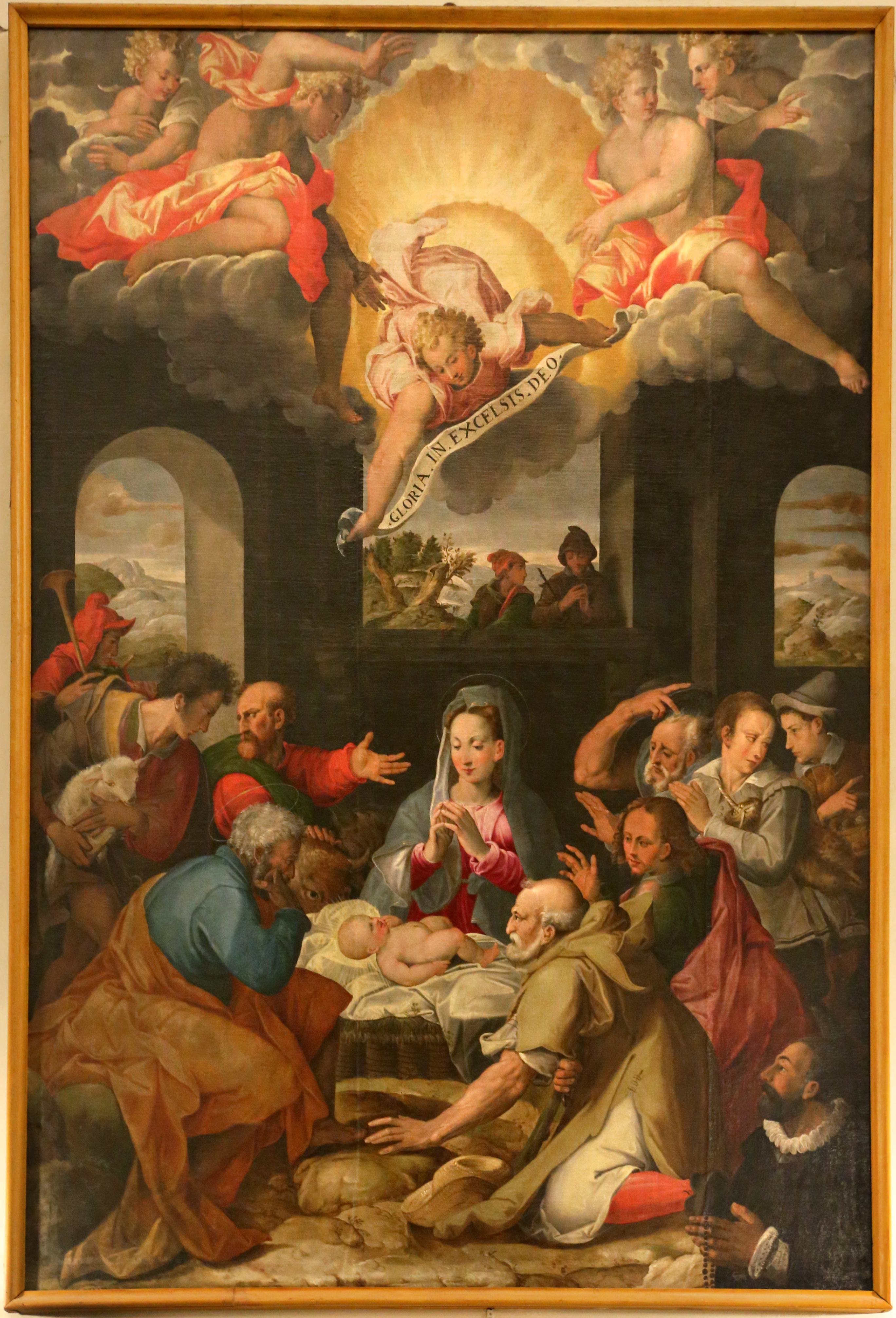
Adorazione dei pastori, 1580 circa, chiesa di Sant'Agnese (Montepulciano)

Niccolò Betti (1550 circa – 1618 circa) è stato un pittore italiano.

## Biografia
Si formò nella bottega di Michele Tosini, entrando tra il 1570 e il 1573 nella cerchia di pittori chiamati a decorare lo studiolo di Francesco I in palazzo Vecchio. Si immatricolò all'Accademia delle Arti del Disegno tuttavia solo nel 1576, in un periodo in cui lavorava spesso a fianco di Girolamo Macchietti e veniva influenzato dallo stile di Francesco Brina. Ne fu membro ininterrottamente fino al 1616. 
Alla fine del Cinquecento raggiunse la massima popolarità, con opere di buona qualità destinate soprattutto al contado toscano, che coniugavano la chiarezza controriformata a una certa ricerca nelle pose e nei colori insoliti, di derivazione tardomanierista.
Con l'arrivo del nuovo secolo la sua attività sembra diradarsi, sebbene ormai legata a commissioni di maggior importanza legate alla famiglia dei Medici, quali due tele per il monastero spagnolo de Las Descalzas Reales a Valladolid (1610) o un pannello a monocromo per le celebrazioni funebri di Margherita d'Austria. In queste opere pare cercare di aggiornare il suo linguaggio ai nuovi maestri emergenti quali l'Empoli e il Passignano.
Due Annuncianzioni dipinte nel 1580 e 1581 sono esposte nel Museo della collegiata di Chianciano Terme assieme a una Madonna del Rosario tra i santi Caterina da Siena e Domenico del 1616.